# Joan Sanderson
Joan Sanderson, född 24 november 1912 i Bristol, död 24 maj 1992 i Norfolk, var en brittisk skådespelare.
Sanderson spelade Doris Ewell i TV-serien Vår nye magister (1968–1972), Mrs Pugh Critchley i TV-serien All Gas and Gaiters och Eleanor i radio- och TV-serien After Henry. Hon medverkade även i många andra filmer från 1950-talet och framåt. Mest känd är hon dock för sin roll som Mrs. Richards i Pang i bygget, avsnittet Communication Problems.

## Roller på TV och film
| År        | Titel                                                          | Roll                        |
| --------- | -------------------------------------------------------------- | --------------------------- |
| 1951      | Young Wives' Tale                                              | Nurse                       |
| 1954      | Sunday Night Theatre                                           | Mrs. Dangerfield            |
| 1955      | St. Ives                                                       | Miss Gilchrist              |
| 1961      | The Pocket Lancer                                              | Countess of Clarencourt     |
| 1962      | She Knows, Y'Know                                              | Euphemia Smallhope          |
| 1962      | Dial RIX                                                       | Mrs. Hathaway               |
| 1963      | Maigret                                                        |                             |
| 1964      | Detective                                                      | Mrs. Blayne                 |
| 1965      | The Wednesday Play                                             | Angela Walker               |
| 1965      | Night Train To Surbiton                                        | Manageress                  |
| 1966      | Seven Deadly Sins                                              | Hotel Receptionist          |
| 1966      | Who Killed the Cat?                                            | Mrs. Sandford               |
| 1967      | Boy Meets Girl                                                 | Germaine                    |
| 1967      | The Wednesday Play                                             | Isobel                      |
| 1969      | Wild, Wild Women                                               | Mrs. Harcourt               |
| 1970      | The Human Element                                              | Lady Brancaster             |
| 1970–1971 | All Gas and Gaiters                                            | Mrs. Grace Pugh-Critchley   |
| 1971      | Please Sir!                                                    | Miss Doris Ewell            |
| 1975      | The Les Dawson Show                                            | various                     |
| 1975      | Crown Court                                                    | Susan Halls                 |
| 1975      | Herrskap och tjänstefolk Noblesse Oblige                       | Mrs. Waddilove              |
| 1976      | Yus, My Dear                                                   | Mrs. Hartington             |
| 1976      | Well Anyway                                                    | The Countess                |
| 1976      | Wodehouse Playhouse Strychnine in the Soup                     | Lady Bassett                |
| 1977      | Jubilee                                                        |                             |
| 1978      | The Ghosts of Motley Hall                                      | Alexandra                   |
| 1978      | Rising Damp Pink Carnations                                    | Mother                      |
| 1978      | Mixed Blessings (TV series)                                    | Aunt Dorothy                |
| 1978      | Doris and Doreen                                               | Dorothy Binns               |
| 1979      | Pang i bygget Communication Problems                           | Mrs. Richards               |
| 1979      | Pythons prilliga parodier Roger of the Raj                     | Lady Bartlesham             |
| 1980      | How's Your Father?                                             |                             |
| 1981      | Mupparnas nya äventyr                                          | Dorcas                      |
| 1981      | Barriers                                                       | Miss Morton                 |
| 1981      | Janet and Company                                              |                             |
| 1982      | Play for Today                                                 | Miss Tunstall               |
| 1982      | Anyone for Denis?                                              | Rear Admiral                |
| 1983      | All for Love                                                   | Mrs. Davidson               |
| 1983      | Agatha Christie's Partners in Crime The House of Lurking Death | Rachel Logan                |
| 1984      | The Fainthearted Feminist                                      | Mother                      |
| 1984–1988 | Me and My Girl                                                 | Nell Cresset                |
| 1985      | Alice in Wonderland (1985 film)                                | The Queen of Hearts (voice) |
| 1986      | Full House (UK TV series)                                      | Mrs. Hatfield               |
| 1987      | Prick Up Your Ears                                             | John Lahr's mother-in-law   |
| 1987      | East of Ipswich                                                | Miss Wilbraham              |
| 1988      | Thompson                                                       |                             |
| 1988–1992 | After Henry                                                    | Eleanor Prescott            |
| 1992      | Land of Hope and Gloria                                        | Nancy Princeton             |

## Roller på radio
| År        | Titel                     | Roll                      |
| --------- | ------------------------- | ------------------------- |
| 1954      | Personal Call             | Mrs. Lamb                 |
| 1962–1977 | The Men from the Ministry |                           |
| 1971–1972 | All Gas and Gaiters       | Mrs. Grace Pugh-Critchley |
| 1985–1989 | After Henry               | Eleanor Prescott          |